# Sphaeropogonia facula
Sphaeropogonia facula är en insektsart som beskrevs av Gustav Breddin 1901. Sphaeropogonia facula ingår i släktet Sphaeropogonia och familjen dvärgstritar. Inga underarter finns listade i Catalogue of Life.